# Suzuki V-Strom 250
La Suzuki V-Strom 250 è una motocicletta prodotta dalla casa motociclistica giapponese Suzuki dal 2017.
In alcuni mercati viene venduta anche come Suzuki DL250 AL o DL250 AM.

## Descrizione
Prodotta in Cina dal 2017 e inizialmente destinata al solo mercato asiatico, si va a posizionare alla base del listino Suzuki sotto le più grandi Suzuki V-Strom 650, Suzuki V-Strom 1000 e Suzuki V-Strom 1050.
Fin dall'esordio nel 2017 fino al 2020 la moto era disponibile nei mercati europeo, australiano e asiatico, ma partire dal 2021 non viene più venduta in alcuni mercati dell'Asia.
Il design della V-Strom 250 è simile alle V-Strom più grandi, inclusa la carenatura anteriore dalla forma appuntita. La moto è dotata di serie di ABS. La moto è inoltre monta un sottoscocca in alluminio, dei sistemi Low RPM Assist e Suzuki Easy Start System. La strumentazione è composta da un display LCD, che è dotato anche di una presa da 12 V.
Utilizza il motore a quattro tempi e a due cilindri in linea disponibile nell'unica cilindrata di 248 cm³. Il motore è ad iniezione, raffreddato a liquido con una potenza dichiarata di 25 CV e 22 Nm di coppia.
La configurazione ciclistica è invece abbastanza classica con forcella telescopica all'anteriore e monoammortizzatore al posteriore.
Altrettanto classico è l'impianto frenante, composto da un doppio freno a disco sull'anteriore, accompagnato da un disco singolo sulla ruota posteriore della Nissin.